# Maurizio Tempestini
Maurizio Tempestini (Firenze, 16 dicembre 1908 – Firenze, 29 luglio 1960) è stato un designer italiano.

## Biografia
Compie gli studi a Firenze all'Istituto d'Arte di Porta Romana, presso il quale consegue nel 1929 il Diploma in Decorazione Industriale. Dal 1940 ha studio a Firenze, insieme a Nello Baroni e Pietro Porcinai.

## Regesto delle opere
- Bozzetti teatrali alla IV Triennale di Monza, 1930
- Vaso in ceramica La poesia nel bosco, Firenze, 1930
- Vasi in ceramica, circa 1930-31
- Vaso in ceramica I mestieri, Firenze, 1931
- Arredamento alla Fiera Nazionale dell'Artigianato, Firenze, 1931
- Arredamento di Casa Vallecchi, Firenze, Viale dei Mille, 1931-32
- Arredamento di Casa F., Firenze, circa 1931-32
- Pannello decorativo, Scialle?, Firenze, circa 1931-33
- Allestimento scenico per L'osteria degli Immortali di M. Massa, Firenze, Teatro dell'Accademia dei Fidenti, 19 marzo 1932
- Allestimento scenico per Studenti senza Bussola, Firenze, Teatro della Pergola, marzo 1932
- Allestimento scenico per La Mostra della Moda, Firenze, Teatro della Pergola, 6 e 8 maggio 1932
- Allestimento scenico per Il Gigli e la sua Commedia Nuova di L. Bonelli, Firenze, Teatro dell'Accademia dei Fidenti, 1932
- Allestimento scenico per Un Casetto di G. Venturini, Firenze, Teatro dell'Accademia dei Fidenti, 1932
- Allestimento scenico per La Commedia di Chester di G. Venturini, Firenze, Teatro dell'Accademia dei Fidenti, 1932
- Allestimento scenico per Primavera alla Fiorentina di G. Venturini, L. Naim, L. Bonelli, Firenze, Teatro dell'Accademia dei Fidenti, 1932
- Allestimento scenico per Il the di Bonavventura di B. Fantoni, N. Medici, Firenze, Teatro dell'Accademia dei Fidenti, 1932
- Allestimento scenico per Uomini di G. Venturini, Firenze, Teatro dell'Accademia dei Fidenti, 1932
- Arredamento di Palazzo Falier, Venezia, 1932
- Ricami su tulle, 1932
- Scialle a batik, circa 1932
- Allestimento scenico per La Principessa senza cuore di G. Venturini, Firenze, Teatro dell'Accademia dei Fidenti, 8 gennaio 1933
- Dipinto Piazzetta della Passera (Via Toscanella), Firenze, 1933
- Allestimento scenico per Gli amanti male assortiti da Mozart, Firenze, Teatro della Pergola, marzo 1934
- Allestimento scenico per La storia del soldatino piccino picciò di G. Venturini, Firenze, Teatro dell'Accademia dei Fidenti, 23 giugno 1934
- Arredamenti alla IV Fiera Nazionale dell'Artigianato, Firenze, 1934
- Ingresso e ponti di barche per il Teatro di masse, Firenze, Isolotto, 21 aprile 1934 (in collaborazione con Giannetto Mannucci)
- Trasformazione esterna del Palazzo delle Esposizioni al Parterre di San Gallo per la Mostra dei Littoriali, Firenze, 1934 (in collaborazione con Gatteschi e Poggiolo)
- Arredamento dell'Albergo Savoia, Firenze, Piazza Vittorio Emanuele, 1935
- Arredamento di Casa P.C., Firenze, 1935
- Arredamenti alla V Fiera Nazionale dell'Artigianato, Firenze, 1935
- Caraffa e Vaso in rame, Firenze, 1935
- Tappeto, Firenze, 1935
- Servizio per scrittoio, Firenze, circa 1935
- Arredamento di Casa Nicolodi, Firenze, circa 1935-36
- Arredamento di Casa non identificata, Firenze, circa 1935-36
- Arredamento di Studio per Architetto, Firenze, circa 1935-36
- Arredamento di Casa non identificata, Firenze, circa 1935-37
- Tappeti, circa 1935-37
- Ristorante non identificato, Firenze, circa 1935-37
- Arredamento alla VI Fiera Nazionale dell'Artigianato, Firenze, 1936
- Arredamento di Casa Miani, Milano, Bastioni di Porta Venezia 1, 1936
- Arredamento di Casa non identificata, Firenze, 1936
- Arredamento di Villa Antonietta (Villa Zini), Forte dei Marmi, Via Corsica, 1936
- Caraffa e piatto in argento, Firenze, 1936
- Cassettone, Firenze, 1936
- Ristorante Dancing, San Remo (IM), 1936
- Arredamento di Villa non identificata, Firenze, circa 1936-37
- Arredamento di Casa Lessona, Firenze, 1937
- Arredamento di Casa R. Loria, Firenze, 1937
- Arredamento di Casa Pescarolo, Firenze, Via Lamarmora, circa 1937
- Arredamento di Casa Segrè, Firenze, circa 1937
- Arredamento di Casa Tempestini, Firenze, Viale Principe Amedeo 5, circa 1937
- Arredamento di Villa Cobianchi, Firenze, circa 1937
- Arredamento di Villa Marconcini, Livorno, circa 1937
- Arredamento dello Studio Boniforti, Firenze, Via dei Corsi 3, circa 1937-42
- Edificio non identificato (Grande Albergo, Ristorante?), circa 1937-42
- Edificio non identificato (Villa, Ambasciata?), circa 1937-42
- Villa Benelli, Firenze, Via Pietro Tacca 9, 1938-42 (in collaborazione con Nello Baroni, Pietro Porcinai)
- Arredi per Villa Primosole (Villa Bona), Torino, 1938-42 (in collaborazione con Ezio Lorenzelli, Pietro Porcinai)
- Villa Maggia, Torino, 1938-42 (in collaborazione con Ottorino Aloisio, Pietro Porcinai)
- Arredamento di Casa Chini, Firenze, Via Giusti, Via Alfieri, circa 1938-42
- Arredamento di Casa R., Milano, 1939
- Arredamento di Casa non identificata, Firenze, 1939
- Circolo Villeggianti, Azienda di Cura e Soggiorno, San Marcello Pistoiese (PT), 1939 (in collaborazione con Nello Baroni, Pietro Porcinai)
- La Capannina, Forte dei Marmi (LU), Viale Litoraneo, 1939
- Negozio Settepassi, Firenze, Ponte Vecchio, 1939-40
- Arredamento di Villa non identificata, Firenze, circa 1939-42
- Villa Carradori, Firenze, Via di San Domenico, Via di Camerata 65, circa 1939-42 (in collaborazione con Pietro Porcinai)
- Arredamenti alla Mostra dell'attrezzatura coloniale della VII Triennale, Milano, 1940
- Arredamenti alla Sezione del giardino della VII Triennale, Milano, 1940 (in collaborazione con Pietro Porcinai, Lio Carminati, Giordano Forti)
- Arredamenti alla VII Triennale, Milano, 1940
- Arredamento alla VII Triennale, Milano, 1940
- Arredamento dello Studio Tempestini, Firenze, Lungarno Corsini 6, 1940
- Lampada da scrittoio, 1940
- Lampada, circa 1940
- Lampada da scrittoio, circa 1940
- Casa Innocenti Settepassi, Firenze, Via Lorenzo Il Magnifico 54, circa 1940 (in collaborazione con Pietro Porcinai)
- Arredamento di Casa non identificata, Firenze, circa 1940
- Arredi, Firenze, circa 1940
- Camera per ragazzi, circa 1940
- Carrello, Firenze, circa 1940
- Credenza in mogano, circa 1940
- Credenza in noce, circa 1940
- Lampada in legno intrecciato, circa 1940
- Lettino, Firenze, circa 1940
- Panca in mogano, circa 1940
- Panca in noce e pelle, circa 1940
- Poltrona in noce e pelle, circa 1940
- Sala da pranzo, Firenze, circa 1940
- Sala da pranzo, Firenze, circa 1940
- Villa Vitali, Roma, Via Cassia Km. 11, 1940-41 (in collaborazione con Nello Baroni, Pietro Porcinai)
- Villette Marmar, Tirrenia, 1940-41 (in collaborazione con Nello Baroni, Pietro Porcinai)
- Villa Candioli, Tirrenia, 1940-42 (in collaborazione con Pietro Porcinai)
- Villa non identificata, Tirrenia?, circa 1940-42 (in collaborazione Pietro Porcinai)
- Arredamento di Casa S., Milano, 1941
- Arredamento di Villa non identificata, Firenze, 1941
- Arredamenti, Firenze, 1941
- Villa Porrino, Signa (FI), Via di Castello 16, 1941-42 (in collaborazione con Pietro Porcinai)
- Villa Claudia (Villa Dal Pozzo), Belgirate (VB), Strada Nazionale del Sempione, 1941-43 (in collaborazione con Pietro Porcinai)
- Villa Palaiola (Villa Sacchi), Badia Fiesolana (FI), Via delle Palazzine 3, 1941-43 (in collaborazione con Pietro Porcinai)
- Villa Boniforti, Firenze, Via Trieste 33, 1942-43 (in collaborazione con Pietro Porcinai)
- Villa Vassallo, 1942-43 (in collaborazione con Nello Baroni, Pietro Porcinai)
- Villa Rospini (Villa Wild), Blevio (CO), 1942-48 (in collaborazione con Pietro Porcinai)
- Poltrona in noce e pelle, circa 1942
- Negozio Vugi, Milano, circa 1943
- Villa Manoelli, Montecarlo (LU), 1943-44 (in collaborazione con Pietro Porcinai)
- Villa Michelini, Bibbiena (AR), 1945 (in collaborazione con Pietro Porcinai)
- Camino, circa 1945
- Arredi, Firenze, circa 1945-50
- Camera da letto, Firenze, circa 1945-50
- Mobili, circa 1945-50
- Poltrona, circa 1945-50
- Sedie, circa 1945-50
- Tavolini, circa 1945-50
- Cinema Quirinetta, Forte dei Marmi, 1946 (in collaborazione con Nello Baroni)
- Grande Albergo Franceschi, Forte dei Marmi (LU), Viale Morin, circa 1946-48 (in collaborazione con Nello Baroni)
- Riordinamento dello Stabilimento Termale ed Albergo Grotta Giusti, Monsummano Terme (PT), Via Grotta Giusti 171, 1947 (in collaborazione con Nello Baroni, Pietro Porcinai)
- Ippodromo delle Mulina, Firenze, circa 1947 (in collaborazione con Nello Baroni)
- Ristorante Dancing La Bussola, Le Focette (LU), Viale Italico, 1947-48 (in collaborazione con Nello Baroni, Pietro Porcinai)
- Negozio Pescarolo, Firenze, Via Strozzi 25r, 1947-49
- Arredamento di Casa Tremolada, Milano, 1948
- Negozio Angel, Firenze, Borgo San Lorenzo 9r, 1948
- Treno per Re Faruk, 1948
- Fattoria Cà Napoleona per i Marchesi de' Pazzi, Bondeno (FE), Strada Provinciale di Mirabello, 1948-49 (in collaborazione con Nello Baroni, Pietro Porcinai)
- Villa Candioli, Moncalieri (TO), Via Febo 18, 1948-49 (in collaborazione con Franco Buzzi, Pietro Porcinai)
- Stabilimento Balneare La Canzone del Mare, Capri (NA), Via Marina Piccola 93, 1948-50 (in collaborazione con Vittorio Amicarelli, Pietro Porcinai)
- Allestimento della Mostra di documenti della vita di Lorenzo il Magnifico, Firenze, Palazzo Strozzi, maggio-ottobre 1949 (in collaborazione con Nello Baroni)
- Casa Befani, Prato, Via del Carmine, 1949 (in collaborazione con Pietro Porcinai)
- Restauro del Teatro Verdi, Firenze, Via Ghibellina, 1949-50 (in collaborazione con Nello Baroni)
- Villa Il Granaio (Villa Moradei), Firenze, Via Boccaccio 135, 1949-54 (in collaborazione con Pietro Porcinai)
- Villa Befani, Firenze, Via Benedetto da Foiano 1, 1949-55 (in collaborazione con Nello Baroni, Pietro Porcinai)
- Villa Le Forbici (Villa Befani), Castiglioncello (LI), 1949-55 (in collaborazione con Nello Baroni, Pietro Porcinai)
- Complesso (Piscina, Bar, Ristorante, Dancing) de Le Panteraie, Montecatini Terme, Via delle Panteraie 26, 1950-56 (in collaborazione con Pietro Porcinai, Lorenzo Chiostri)
- Villa Poggiolivo (Villa Spagnoli), Perugia, Via Prepo 777, 1950-58 (in collaborazione con Pietro Porcinai, Pietro Frenguelli, Vincenzo Costa)
- Negozio David, Firenze, Via Roma, Via de' Tosinghi, 1951
- Roof Garden dell'Hotel Excelsior, Firenze, Piazza Ognissanti, 1951 (in collaborazione con Nello Baroni)
- Bar Ristorante Mille Miglia (poi Eden Roc), Firenze, Via Clemente Biondetti 7, 1951-52 (in collaborazione con Nello Baroni)
- Villa Peirano, Firenze, Via Nuova di Barbacane 5, 1951-54 (in collaborazione con Nello Baroni, Pietro Porcinai)
- Casa Shapira, Milano, Via XX Settembre, 1953-54 (in collaborazione con Pietro Porcinai)
- Arredamento di Casa Finzi, Milano, circa 1953-54
- Cinema Capitol, Firenze, Via de' Castellani, 1953-57 (in collaborazione con Nello Baroni)
- Arredamento di Casa Pescarolo, Firenze, Via Gustavo Modena, 1954
- Hotel Croce di Malta, Montecatini Terme (PT), Via della Torretta 3, circa 1954-57 (in collaborazione con Pietro Porcinai)
- Hotel La Pace, Montecatini Terme (PT), Viale IV Novembre 18, circa 1954-57
- Villa Tempestini, Ronchi (MS), Via dei Fichi, Via degli Ontani, 1955 (in collaborazione con Aterino Aterini)
- Tavolo Fratina, circa 1955
- Automotrice per Cuba, 1958
- Villa Il Palagio (Villa Ferragamo), Fiesole (FI), Via Benedetto da Majano 26, 1958-60 (in collaborazione con Pietro Porcinai)
- Treno per il Venezuela, circa 1958-60
- Treno per la Turchia, 1960
- Villa Passigli, Ronchi (MS), Via dei Fortini, 1960 (in collaborazione con Aterino Aterini)